# Spina di Borgo

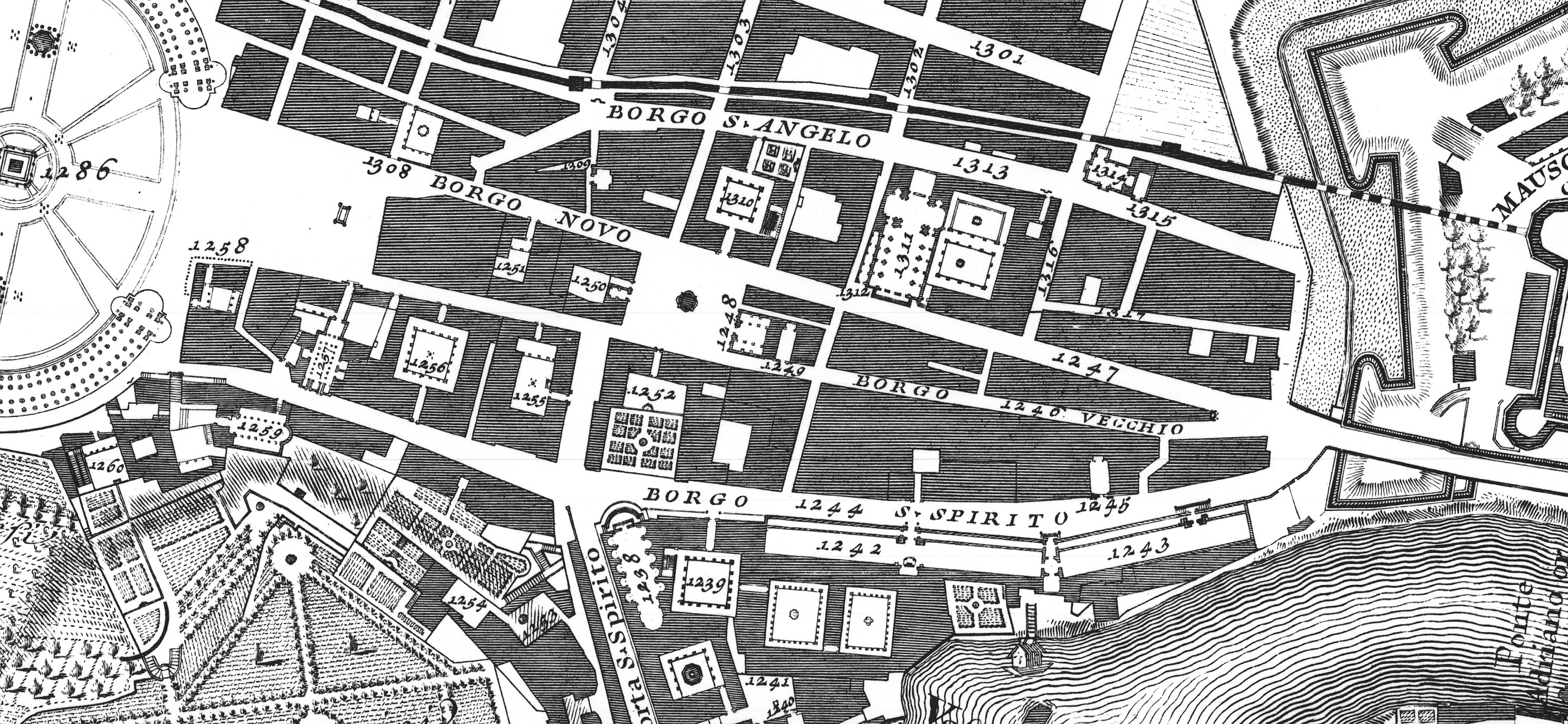
La Spina di Borgo nella pianta di Nolli del 1748

La Spina di Borgo era un insieme di edifici di Roma posti tra castel Sant'Angelo e piazza San Pietro.

## Storia

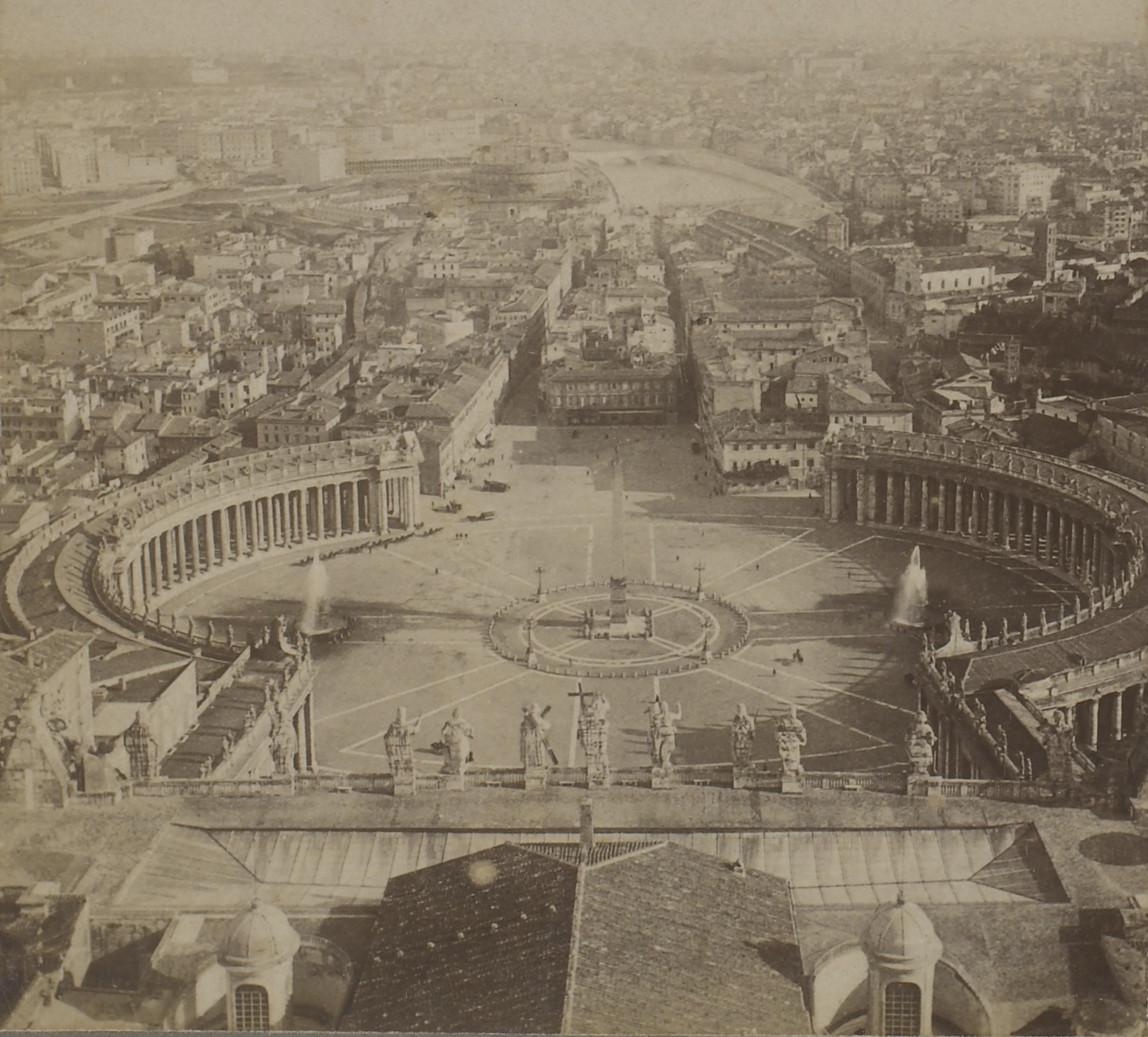
Panorama dalla lanterna della Basilica di San Pietro, 1901. È ben visibile la Spina di Borgo

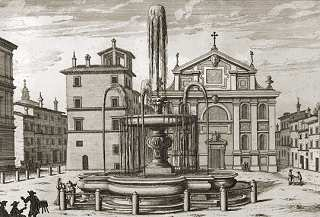
Piazza Scossacavalli con la fontana del Maderno e la chiesa di San Giacomo sullo sfondo

Dopo la realizzazione voluta da papa Alessandro VI nell'imminenza del Giubileo del 1500 della via Alessandrina, con le successive trasformazioni chiamata dai romani Borgo Nuovo, gli edifici di Borgo erano delimitati da due strade (convergenti a forma di cuneo) chiamate Borgo Nuovo quella a nord, e Borgo Vecchio, quella a sud. Ne derivò un assetto urbanistico dalla forma triangolare allungata con la punta rivolta verso castel Sant'Angelo, che per la somiglianza con quella della spina di un circo romano, prese il nome di "Spina di Borgo".
Nei secoli successivi numerose furono le intenzioni dei papi volte a demolire la spina con progetti di noti architetti (fra questi: Carlo Fontana nel 1692, Cosimo Morelli nel 1776 e Giuseppe Valadier rilevabile da un disegno del 1812). Tuttavia si dovettero aspettare i primi decenni del Novecento per tornare a discutere concretamente della demolizione della spina: i lavori si protrassero dal 1936, quando, sulla base di un progetto elaborato da Marcello Piacentini e Attilio Spaccarelli, fu realizzata via della Conciliazione, fino al 1950, in occasione del giubileo.
Fino alla sua demolizione a metà del percorso era situata piazza Scossacavalli, ora assorbita da via della Conciliazione, con la fontana progettata da Carlo Maderno, ora spostata di fronte alla basilica di Sant'Andrea della Valle.
In un'intervista, Alberto Sordi ricorda com'era l'effetto di avvicinamento a piazza San Pietro prima dell'abbattimento della Spina:
(Alberto Sordi intervistato da Roberto Rotondo per 30 Giorni, N. 1, 2000)

## Edifici demoliti

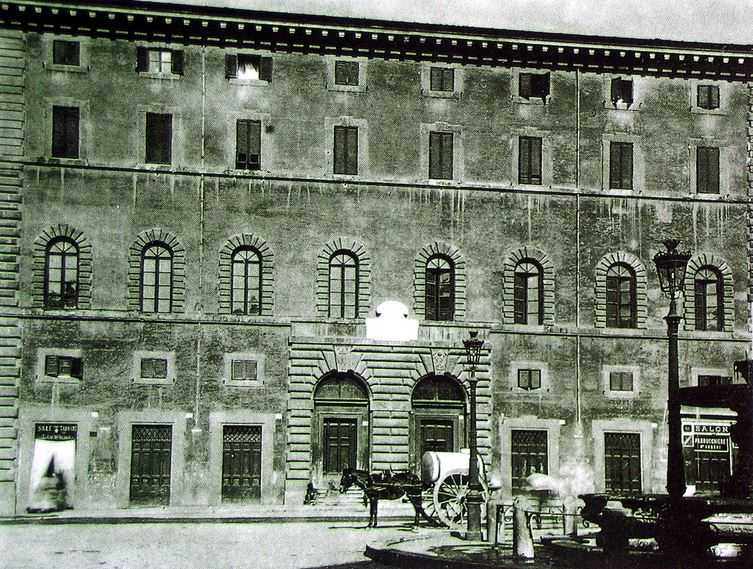
Palazzo dei Convertendi (1920)

- Casa di Febo Brigotti (ricostruita)
- Chiesa di San Giacomo a Scossacavalli
- Oratorio di San Sebastiano a Scossacavalli
- Chiesa di San Lorenzo in Piscibus (parzialmente demolita)
- Ospedale San Carlo (primo ospedale militare di Roma)
- Palazzo Alicorni (ricostruito)
- Palazzo Caprini
- Palazzo Cesi (parzialmente demolito)
- Palazzo dei Convertendi (ricostruito)
- Palazzo del Governatore di Borgo
- Palazzo di Jacopo di Bartolomeo da Brescia (ricostruito)
- Palazzi Poletti
- Palazzo Rusticucci-Accoramboni (ricostruito)
- Palazzo Sauve (demolito)